# Crisi financera del sud-est asiàtic

Els països més afectats per la crisi financera del sud-est asiàtic de 1997

La Crisi financera del sud-est asiàtic fou una crisi que començà el juliol de 1997 a Tailàndia i afectà les divises, mercats borsaris i els altres actius de diversos països asiàtics.
Les economies més afectades foren Indonèsia, Corea del Sud i Tailàndia. Hong Kong, Malàisia, Laos i Filipines també resultaren afectats mentre que la Xina, Taiwan i Singapur restaren relativament inafectades. Japó no fou afectat per la crisi, si bé estava submergit en el seu propi llarg període de recessió.

## Tailàndia
De 1985 a 1995, l'economia de Tailàndia cresqué a un ritme anual del 9%. El 14 i 15 de maig de 1997, la moneda local, el baht, rebé un atac especulatiu massiu. El 30 de juny el primer ministre Chavalit Yongchaiyudh declarà que no devaluaria el baht, però les autoritats tailandeses acabaren deixant flotar el baht el 2 de juliol.
El 1996, un fons nord-americà ja havia venut 400 milions de dòlars en bahts. De 1985 fins al 2 de juliol de 1997, el baht tenia un tipus de canvi fix respecte al dòlar (1 USD = 25 bahts). La corrupta administració de Chavalit Yongchaiyudh, amb un deute exterior que va fer fallida el país va alliberar el canvi del baht, que caigué ràpidament i perdé la meitat del seu valor que va provocar el col·lapse de diverses institucions financeres. El baht arribà al seu valor mínim (56 bahts per dòlar) el gener de 1998. El mercat de valors tailandès caigué un 75% el 1997 i Finance One, l'empresa financera més important del país feu fallida. L'11 d'agost, l'FMI aprovà un paquet de rescat per valor de més de 16 bilions de dòlars que es completà amb un altre paquet per valor de 3,9 bilions de dòlars més aprovat el 20 d'agost.

## Filipines
El banc central de les Filipines apujà el tipus d'interès 1,75 punts el maig de 1997 i 2 punts més el 19 de juny. El 3 de juliol, només un dia després d'esclatar la crisi a Tailàndia, el banc central hagué d'intervenir fortament per defensar el Peso filipí. El Peso caigué de 26 pesos per dòlar al començament de la crisi fins a 38 pesos per dòlar l'any 2000 arribant a un punt mínim de 40 pesos per dòlar.